# Borolia melanostrotoides
Borolia melanostrotoides är en fjärilsart som beskrevs av Embrik Strand 1915. Borolia melanostrotoides ingår i släktet Borolia och familjen nattflyn. Inga underarter finns listade i Catalogue of Life.